# Palestina op de Olympische Zomerspelen 2016
Palestina nam deel aan de Olympische Zomerspelen 2016 in Rio de Janeiro, Brazilië. De selectie bestond uit zes atleten, actief in vier verschillende sporten. Zwemmer Ahmed Gebrel was de enige sporter die ook vier jaar eerder Palestina vertegenwoordigde. In 2016 maakte Palestina haar olympisch debuut in de paardensport.

## Deelnemers en resultaten
(m) = mannen, (v) = vrouwen 

### Atletiek
| Olympiër             | Discipline   | Resultaat | Prestatie                                             |
| -------------------- | ------------ | --------- | ----------------------------------------------------- |
| Mohammed Abu Khoussa | 100m (m)     | 69e       | voorronde serie 1: 3de in 10,82 serie 8: 9de in 11,89 |
|                      |              |           |                                                       |
| Mayada Al-Sayad      | marathon (v) | 67e       | 2:42.28                                               |

### Judo
| Olympiër     | Discipline | Resultaat | Prestatie                          |
| ------------ | ---------- | --------- | ---------------------------------- |
| Simon Yacoub | –60kg (m)  | 33e       | 1ste ronde: V van FRA Khyar: ippon |

### Paardensport
| Olympiër             | Discipline  | Resultaat | Prestatie                     |
| Dressuur             | Dressuur    | Dressuur  | Dressuur                      |
| -------------------- | ----------- | --------- | ----------------------------- |
| Christian Zimmermann | individueel | 57e       | Grand Prix: 57ste met 63,271% |

### Zwemmen
| Olympiër       | Discipline          | Resultaat | Prestatie                |
| -------------- | ------------------- | --------- | ------------------------ |
| Ahmed Gebrel   | 200m vrije slag (m) | 47e       | serie 1: 8ste in 1.59,71 |
|                |                     |           |                          |
| Miri Al-Atrash | 50m vrije slag (v)  | 62e       | serie 4: 3de in 28,76    |